# Onychora
Onychora is een geslacht van vlinders van de familie spanners (Geometridae), uit de onderfamilie Geometrinae.

## Soorten
- O. agaritharia (Dardoin, 1842)
- O. mauretanicaria (Staudinger, 1901)